# Nick Mangold
Nick Mangold (Centerville, 13 gennaio 1984) è un ex giocatore di football americano statunitense che ha militato nel ruolo di centro per tutta la carriera con i New York Jets della National Football League. Fu scelto nel corso del primo giro (29º assoluto) del Draft NFL 2006. Al college ha giocato a football a Ohio State. Nel periodo di attività era considerato uno dei miglior centri della NFL.

## Carriera professionistica

### New York Jets

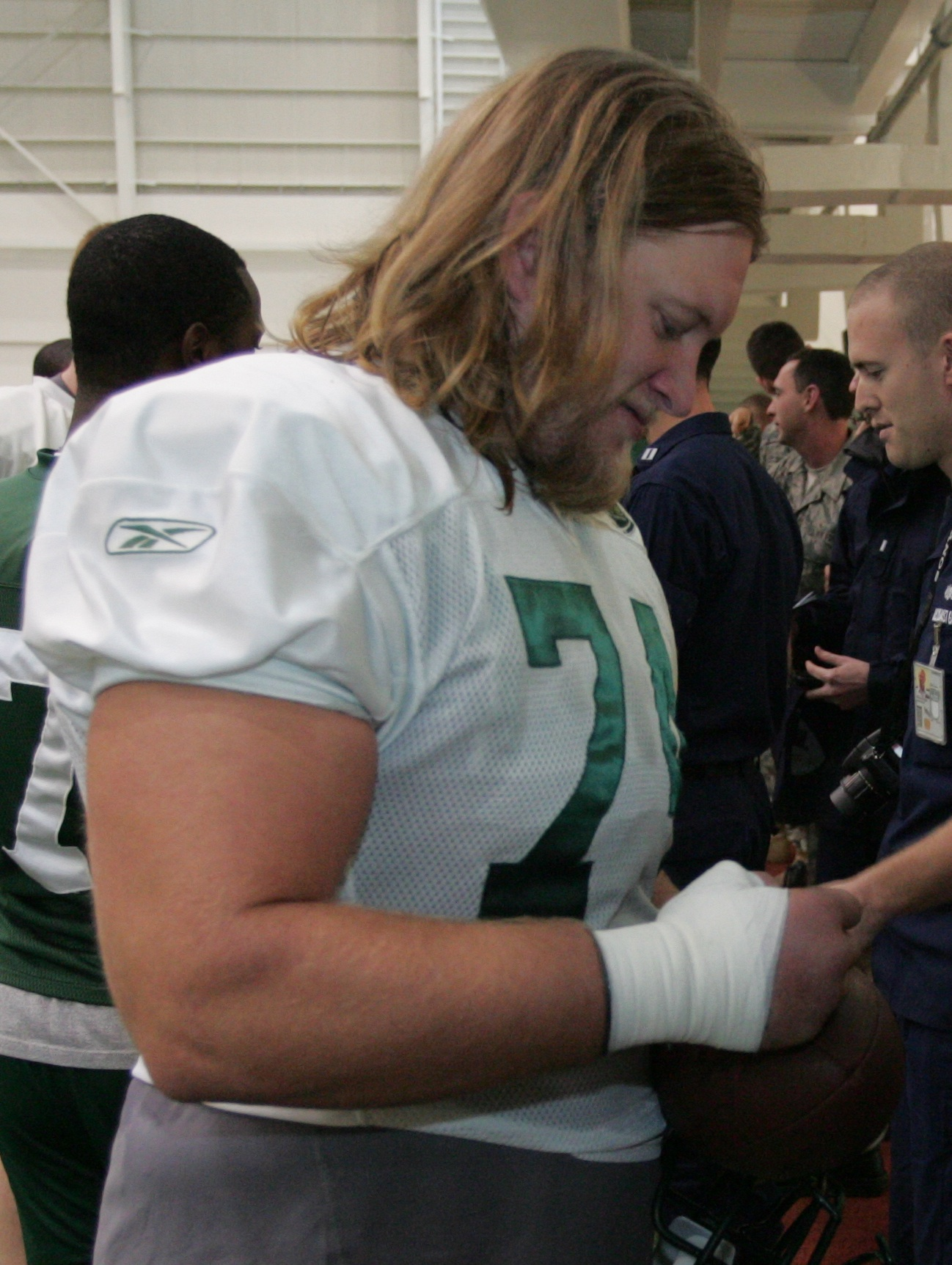
Mangold nel 2009.

Mangold dopo una grande prestazione nella NFL Scouting Combine 2006 fu scelto dai Jets come 29ª chiamata del primo giro nel Draft. Sostituendo Kevin Mawae nel ruolo di centro titolare, Mangold ebbe una buona stagione di debutto, concedendo solo 0,5 sack e commettendo 3 sole penalità. Mangold desto una così ottima impressione che fu considerato un papabile per il titolo di rookie dell'anno, un onore che in genere non attira menzioni sui centri.
Mangold fu convocato per il Pro Bowl sia nel 2008 che nel 2009 e fu parte di una linea offensiva che giocò con gli stessi giocatori titolari per 32 partite consecutive, un record NFL per una linea offensiva, e fu considerata una delle migliori nei blocchi delle corse nella lega. Nel 2010, Mangold espresse il desiderio di ridiscutere il suo contratto ma successivamente si dimostrò apertamento insoddisfatto dell'andamento dei colloqui. Il 24 agosto 2010, Mangold firmò un contratto di sette anni del valore di 55 milioni di dollari, 22,5 dei quali garantiti, che lo resero il più pagato centro della lega.
I Jets nella stagione 2011 non si qualificarono per i playoff ma Mangold fu ugualmente convocato per il suo quarto Pro Bowl in carriera ed inserito nella formazione ideale della stagione da The Sporting News.
Il 20 gennaio 2014, Nick fu convocato per il suo quinto Pro Bowl in sostituzione di Max Unger, impegnato con i Seattle Seahawks nel Super Bowl XLVIII, convocazione ripetuta anche nei due anni successivi. Svincolato dopo la stagione 2016, dopo essere rimasto per un anno senza squadra annunciò il ritiro.

## Palmarès
- Convocazioni al Pro Bowl: 7

2008, 2009, 2010, 2011, 2013, 2014, 2015
- First-Team All-Pro: 3

2009, 2010, 2011
- PFWA All-Rookie Team - 2006

## Statistiche
| Partite totali             | 164 |
| Partite totali da titolare | 164 |